# تشاد جنكينز
تشاد جنكينز (بالإنجليزية: Chad Jenkins)‏ هو لاعب كرة قاعدة أمريكي، ولد في 22 ديسمبر 1987 في تشاتانوغا في الولايات المتحدة.

## وصلات خارجية
- تشاد جنكينز على موقع دوري كرة القاعدة الرئيسي (الإنجليزية)
- تشاد جنكينز على موقعبيزبول رفرنس.كوم (الدوري الرئيسي) (الإنجليزية)
- تشاد جنكينز على موقعبيزبول رفرنس.كوم (الدوري الثانوي) (الإنجليزية)
- تشاد جنكينز على موقع إي إس بي إن.كوم (أم.أل.بي) (الإنجليزية)
- تشاد جنكينز على موقع مشجعي الرسوم البيانية (الإنجليزية)